# Bitwa pod Beaune-la-Rolande
Bitwa pod Beaune-la-Rolande – starcie zbrojne, które miało miejsce 28 listopada 1870 roku w okolicach miejscowości Beaune-la-Rolande, podczas wojny francusko-pruskiej.

## Tło sytuacyjne
Z początkiem września 1870 roku wojska niemieckie oblegały Paryż. Léon Gambetta pośpieszał nowo mianowanego generała Louisa d'Aurelle de Paladines, aby rozpoczął działania wojenne, które oswobodziłyby Paryż od oblężenia. Aurelle odmawiał twierdząc, że żołnierze potrzebują czasu i nie są jeszcze gotowi do podjęcia walki. Pod koniec listopada Gambetta dopiero zaczynał reorganizację armii na szeroką skalę. Reforma ta, jak i również działania rządu w Tours mające na celu pozbycie się niekompetentnych oficerów z armii, którzy ignorowali rozkazy, wymagały czasu. Pomimo poważnych problemów, Gambetta i Charles de Freycinet, naciskali na Aurelle'a aby zaatakował Niemców w ostatnim tygodniu listopada: „Nigdy nie zapominajcie, że Paryż na was czeka!”.
Przybycie na front spod Metzu posiłków Fryderyka Karola wymusiło na Aurelle wysunięcie większości XX Korpusu na północny skraj Lasu Orleańskiego. Doszło wówczas do starcia z trzema pruskimi brygadami X Korpusu generała Konstantina von Voigts-Rhetz. Znajdowały się one pod Beaune-la-Rolande i były one najdalej wysuniętymi jednostkami pruskimi na południu Francji. Ich zadaniem było wypatrywanie manewrów francuskich wojsk, które mogłyby kierować się na Paryż.

## Przebieg bitwy

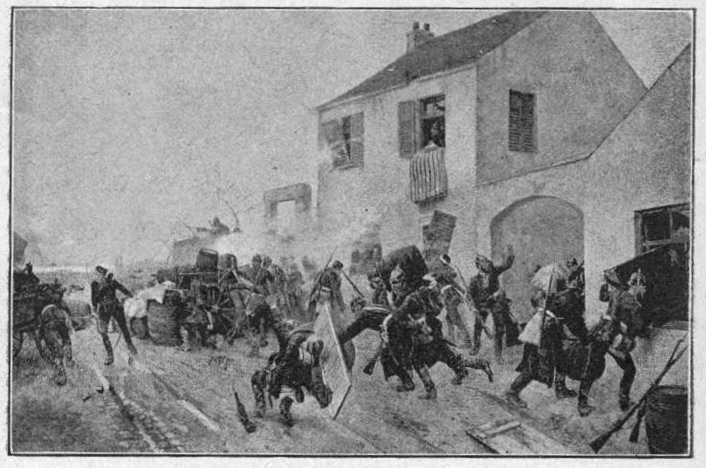
Pruscy żołnierze barykadujący ulice w Beaune-la-Rolande

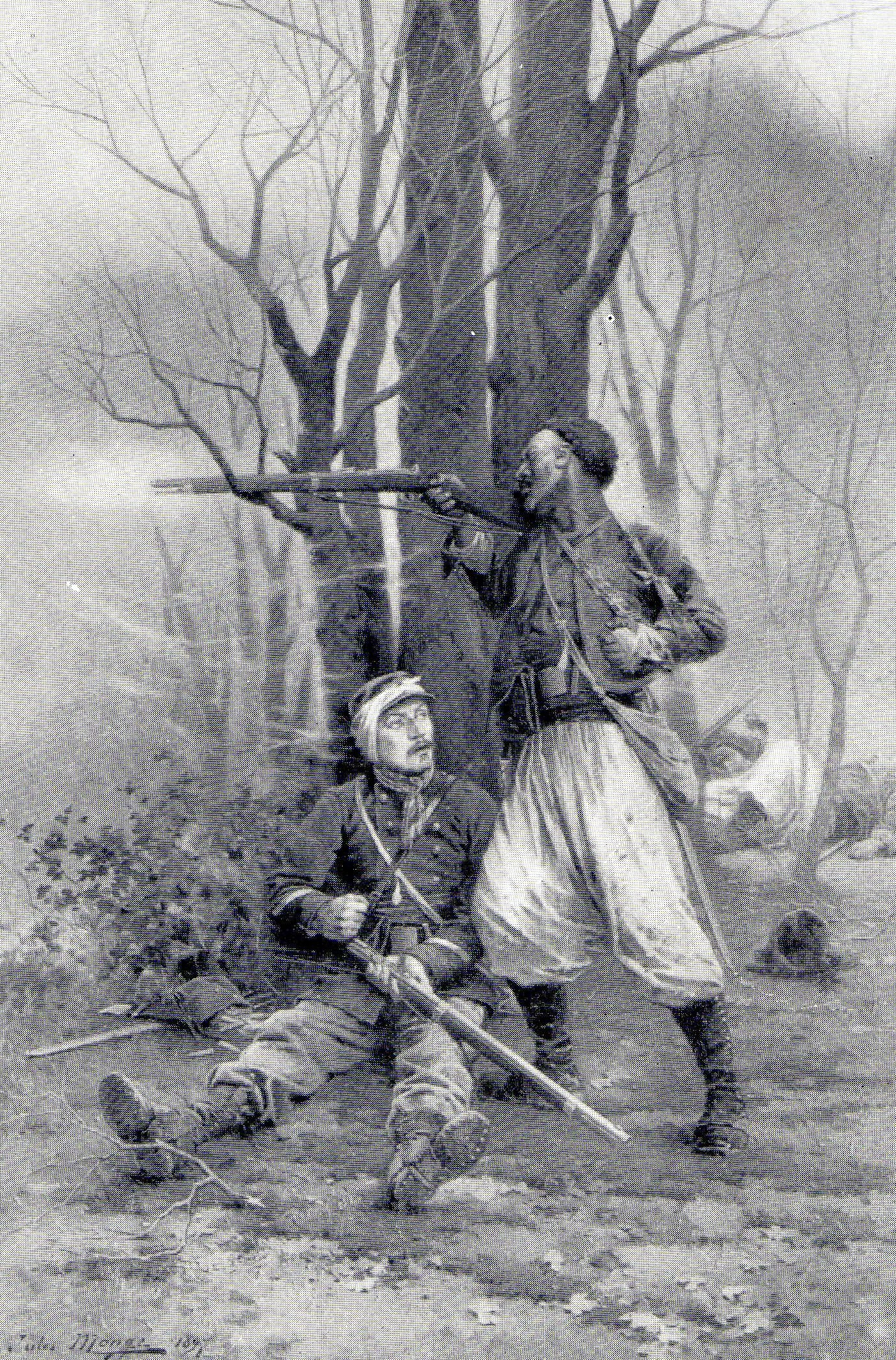
Rycina przedstawiająca francuskich żołnierzy w bitwie

Bitwa rozpoczęła się rankiem 28 listopada pod Beaune-la-Rolande ofensywą francuskich wojsk generała Aurelle. Posiadał on znaczącą przewagę liczebną: od 31 do 60 tysięcy żołnierzy i 140 dział XVIII i XX korpusów przeciwko od 9 do 12 tysięcy żołnierzy i 70 działom Voigts-Rhetza. Żołnierze pruscy byli wycieńczeni wcześniejszymi działaniami, a najbliższe posiłki (5 dywizja generała Konstantina von Alvenslebena) znajdowały się w odległości ok. 16 kilometrów pod Pithiviers. Pierwsze francuskie uderzenie zostało przeprowadzone na południowe przedmieście Beaune. Francuski XVIII Korpus generała Jean-Baptiste Billota zaatakował kilka kompanii 56 pułku pod Juranville. W tym samym momencie XX Korpus generała Charlesa Constant Crouzata zepchnął pruski 57 pułk. W Beaune-la-Rolande 13 pruskich kompanii (1200 żołnierzy z 16 i 57 pułku) utworzyło punkt obrony.
O godzinie 11:30 dwie brygady z francuskiego XX Korpusu sforsowały rzekę Rolande i zaatakowały pruskie pozycje rozmieszczone na cmentarzu przykościelnym Beaune. Prusacy odparli pierwszy szturm. Francuzi ponawiali ataki, które załamywały się na skraju wsi. Podczas prób zorganizowania natarcia wszyscy oficerowi sztabowi Crouzata oraz 700 żołnierzy z 3 pułku żuawów zginęło lub odniosło rany. Słabo zdyscyplinowane jednostki uległy całkowitej dezorganizacji. W Beaune-la-Rolande zdeterminowani Niemcy, ostrzeliwani przez artylerie, odparli 11 francuskich batalionów wspieranych przez 30 dział. O 13:30 Francuzi przeprowadzili drugi atak, który również został odparty. Po 30 minutach walki część francuskich jednostek wycofało się, a niektóre skierowały się na północny zachód gdzie znajdowały się słabsze pozycje obronne Prusaków. Generał Wilhelm von Woyna, oczekując francuskiego ataku, przegrupował rankiem pruską 38 Brygadę z Beaune na północ pod Romainville. Tam odparł francuską brygadę, po czym wysłał kilka kompanii na wzgórze Les Roches. Woyna otrzymał posiłki złożone ze straży przedniej 5 Dywizji Konstantina von Alvenslebena (kilka kompanii piechoty i baterii dział). Oddział ten wspomógł Prusaków broniących się we wsi, atakując kilka tysięcy francuskich żołnierzy, którzy szturmowali zachodni mur Beaune-la-Rolande. Na szczycie Les Roches żołnierze Woyna zaczęli ostrzeliwać XVIII Korpus Billota, którzy kierowali się na wzgórze lub szturmowali wschodnią część Beaune. Wzajemny ostrzał na dystansie ok. 182 metrów trwał, aż do zmroku. Dziesięć pruskich kompanii, do momentu wycofania się Billota w stronę wioski Orme, powstrzymywało francuskie bataliony.
Ostatni atak generała Crouzat został przeprowadzony wzdłuż drogi z Orme. Większość francuskich żołnierzy z XVIII Korpusu zignorowała rozkazy. Niemieckie jednostki odparły atak zmuszając Francuzów do wycofania się.

## Po bitwie
Niemieccy żołnierze zdołali odeprzeć znacząco przeważających liczebnie Francuzów. Poległo 850 Prusaków przy 8000 zabitych Francuzach. Pomimo klęski pod Beaune-la-Roland, dwa francuskie korpusy zajmowały pozycje od wschodniej strony Lasu Orleańskiego, aż do rzeki Loary. 3 grudnia niemieckie natarcie, przeprowadzone na zachód od Lasu Orleańskiego, wycofało francuskich żołnierzy. 
Klęska Francuzów w bitwie wpłynęła bardzo negatywnie na morale. W szczególności było to widoczne na przykładzie 18 i 20 Korpusu, które podczas walk pod Orleanem nie potrafiły przeprowadzać efektywnych działań wojskowych.